# Yuan de Han
Yuan de Han (75 a.C. – 33 a.C.) foi um imperador chinês da dinastia Han.